# 幸坂理加
幸坂 理加（こうさか りか、1988年5月13日 - ）は、FIRST AGENTに所属するフリーアナウンサー、元秋田放送（ABS）アナウンサー。

## 人物
秋田県能代市出身。血液型はO型、身長は160cm。秋田県立能代高等学校、法政大学経済学部国際経済学科卒業後、2011年ABSにアナウンサーとして入社。同期のアナウンサーに八重樫葵がいる。ABSは2011年度のアナウンサー採用は1名を予定していたが追加で採用された、と本人が後述している。入社後は、記者とテレビやラジオ番組のディレクターを兼務し、パーソナリティを務めるラジオの収録番組で、収録後の音源を放送用に自らも編集した。『ABS news every.』（テレビ）で放送された「ヤン坊マー坊天気予報」の気象キャスターを2012年4月2日から2016年11月4日まで務め、2016年10月31日から2018年12月28日までメインキャスターを務めた。最初の1週間のみ気象キャスターも兼務した。2016年9月13日の『情報ライブ ミヤネ屋』に、アシスタント林マオの夏季休暇により代理出演し、書道は10段で、祖母が栽培した重さ12kgのスイカを30分で完食した、などと語る。
同社ではテレビとラジオでスポーツ関連の取材も任されていたが、「（同年の誕生日で）30代を迎える前に自分を見詰め直したい」ことから2019年3月16日付で退社。放送以外の業種も検討したが、東京で就職活動中に生島企画室（現在のFIRST AGENT）社長の生島隆（宮城県出身で生島ヒロシの実弟、生島淳の実兄）を紹介され、3月19日に同社へ所属して4月1日からTBSラジオ『ACTION』の全曜日でアシスタントを務める。所属当日にアシスタントオーディションの欠員を知らされ、翌日のオーディションへ急遽参加して採用された。
ABSでのアナウンサー経験や『ACTION』のアシスタントに採用された経緯から「（人生には）運（の良さ）以外に大事なこともあるが、自分は運だけで（人生の節目を）生きてきた」と語る。
2020年9月21日、この週が最終回となる『ACTION』の放送の中で一般男性との婚約を報告した。
2021年6月22日、第1子女児を出産した。

## 担当番組

### フリーアナウンサー時代
- ACTION（TBSラジオ、2019年4月1日 - 2020年9月25日） - アシスタント[6]
- MUSIX（TBSラジオ、2020年10月5日（4日深夜） - 2024年4月1日）[7]

### 秋田放送時代

#### テレビ
- ABS news every.[1] 平日版気象キャスター→メインキャスター（2012年4月2日 - 2018年12月28日）
- 全国高校サッカー中継リポーター

#### ラジオ
- ごくじょうラジオ[1][8]月・火曜日パーソナリティ（2012年4月2日 - 2013年3月29日）
- 幸坂理加のCheer HAPPINETS![1][9]（毎週木曜日18:00 - 18:10）
- ランチリクエスト[1][10]（毎週月曜日11:25 - 11:30）
- なんてったって日曜はスポーツ！[1][11]